# NStigate Games
nStigate Games (antiguamente Nihilistic Software) es una empresa desarrolladora de juegos americana situada en Novato, California.

## Historia
Nihilistic fue fundada en 1998 por Ray Gresko, Robert Huebner, y Steve Tietze. Gresko y Huebner habían trabajado anteriormente para LucasArts, y Tietze había trabajado en Rogue Entertainment. Algunos de los empleados de Nihilistic fueron escogidos de LucasArts, trabajando en juegos como Jedi Knight.
El primer juego producido por Nihilistic fue Vampiro: La Mascarada - Redención, siendo un juego de rol creado por White Wolf. Lanzado en el año 2000, Vampiro: la mascarada fue publicado por Activision para ordenadores Microsoft Windows y Apple Macintosh.
Para su siguiente proyecto, Nihilistic empezó a desarrollar StarCraft: Ghost, supervisado por el creador de StarCraft Blizzard Entertainment. A mitad del año 2004,  Nihilistic dejó de trabajar en StarCraft: Ghost, aunque las circunstancias que hay detrás de esto no están aún claras. El proyecto fue tomado por Swingin' Ape Studios, que fue comprado posteriormente por Blizzard. Finalmente en marzo de 2006, Blizzard Entertainment anunció que StarCraft: Ghost fue puesto en espera indefinida.
Mientras tanto en 2005, Nihilistic completó el desarrollo de Marvel Nemesis: Rise of the Imperfects, un juego de lucha basado en varios superhéroes de Marvel Comics. Marvel Nemesis: Rise of the Imperfects fue publicado por Electronic Arts, para PlayStation 2, Xbox y Nintendo GameCube.
Nihilistic lanzó su primer juego 'next-gen' llamado Conan para PlayStation 3 y Xbox 360. De acuerdo con un problema en un artículo previo de marzo de 2007 de la revista Game Informer, Conan es un juego de acción y aventura basado en el héroe de Robert E. Howard de espada y brujería, Conan el Bárbaro. Este juego fue lanzado por THQ el 23 de octubre de 2007. 
En otoño de 2009, Konami publicó el primer juego descargable de Nihilistic Software, Zombie Apocalypse en Xbox Live para Xbox 360 y en PlayStation Network para PlayStation 3. Zombie Apocalypse es para multijugador, estilo arcade y stick dual shooter con zombis como enemigos.
La empresa desarrolló PlayStation Move Heroes para PlayStation 3 (para el PlayStation Move) que fue lanzado en marzo de 2011.
El 29 de mayo de 2012, Nihilistic lanzó Resistance: Burning Skies para PlayStation Vita.
El 17 de octubre de 2012, Nihilistic reorganizó su negocio para dedicarse a los juegos de móviles, cambiando su nombre a nStigate.
El 13 de noviembre de 2012, nStigate lanzó Call of Duty: Black Ops – Declassified para PlayStation Vita. El juego fue duramente criticado por el diseño pobre y agobiantes problemas técnicos.

## Juegos
| Título                                 | Lanzamiento | Plataforma                             | Metacritic                                     | Notas |
| -------------------------------------- | ----------- | -------------------------------------- | ---------------------------------------------- | ----- |
| Vampiro: La Mascarada - Redención      | 2000        | Microsoft Windows, Apple Macintosh     | 74/100                                         |       |
| Marvel Nemesis: Rise of the Imperfects | 2005        | PlayStation 2, Xbox, Nintendo GameCube | 53/100 (PS2), 58/100 (Xbox), 54/100 (GameCube) |       |
| Conan                                  | 2007        | PlayStation 3, Xbox 360                | 69/100                                         |       |
| Zombie Apocalypse                      | 2009        | PlayStation Network, Xbox Live         | 61/100 (PSN), 66/100 (XBLA)                    |       |
| PlayStation Move Heroes                | 2011        | PlayStation Move (PlayStation 3)       | 53/100                                         |       |
| Resistance: Burning Skies              | 2012        | PlayStation Vita                       | 60/100                                         |       |
| Call of Duty: Black Ops – Declassified | 2012        | PlayStation Vita                       | 33/100                                         |       |